# Die Frau, die in der Seele segelte
Die Frau, die in der Seele segelte, englischer Originaltitel The Lady Who Sailed the Soul , ist eine unter dem Pseudonym Cordwainer Smith des amerikanischen Autors Paul Linebarger 1960 erstmals in der Galaxy erschienene Science-Fiction-Kurzgeschichte. Mitautorin ist Genevieve Linebarger.

## Handlung
Die Geschichte spielt zu Beginn seiner rund 15.000 Jahre umfassenden Erzählserie der Instrumentalität der Menschheit etwa um 6000 A. D., wird jedoch, wie andere Werke von Linebarger, erzählt, als habe sie sich bereits vor langer Zeit zugetragen und sei bereits in das kollektive Bewusstsein eines Volkes aufgegangen.
Sie ist eine in der Science-Fiction eher seltene romantische Geschichte.
Um die Sterne zu  bereisen, bedienen sich die Menschen Raumschiffen mit gewaltigen Sonnensegeln. Da die Reisen sehr lange dauern, werden die Reisenden in einen todesähnlichen Schlaf versetzt, während der Pilot, von Maschinen unterstützt, auf der Brücke Wache hält, ohne zu schlafen, während sein Körper während der Reise um ein Vielfaches der verstrichenen Zeit altert.
Die Hauptperson der Geschichte ist die achtzehnjährige Helen America, die unbedingt die erste Seglerin werden möchte. Als sie eines Tages einen Segler kennenlernt, der von einer weit entfernten Welt auf die Erde gereist ist, verliebt sie sich in ihn. Herr Nicht-mehr-grau, wie der Segler nur genannt wird, hat sich auf seiner Reise jedoch so sehr verändert, dass er vor der Beziehung zu Helen wieder in den Weltraum flieht, diesmal jedoch als schlafender Passagier.
Da Helen ihren Geliebten unbedingt wiedersehen will, lässt sie sich unter großen Anstrengungen zur Seglerin ausbilden, schließlich wird ihr das Raumschiff „Seele“ anvertraut.
Eine Katastrophe während der Reise zerstört beinahe Helens Körper, doch schließlich erreicht sie ihren Geliebten unbeschadet, genauso vorzeitig um etwa vierzig Jahre gealtert wie er.

## Ausgaben
- Erstdruck: The Lady Who Sailed the Soul. In: Galaxy, Ausgabe April 1960, S. 58–81.
- Buchveröffentlichung: H. L. Gold (Hrsg.): Mind Partner and 8 Other Novelets from Galaxy. Doubleday (Doubleday Science Fiction), 1961.
- Sammlung: Cordwainer Smith: You Will Never Be the Same. Regency Books, 1963.

Übersetzungen folgten in Italienisch (1960), Französisch (1965), Deutsch (1975) und Spanisch (1991).
Deutsche Übersetzungen:
- Die Frau, die in der Seele segelte. In: Cordwainer Smith: Sternträumer. Erzählungen. Aus dem Amerikanischen von Rudolf Hermstein. Suhrkamp, Frankfurt 1975. Taschenbuchausgabe 1991, ISBN 3-518-37893-7, S. 7–41.
- Die Lady, die mit der „Seele“ segelte. In: Cordwainer Smith: Die besten Stories von Cordwainer Smith. Aus dem Amerikanischen von Thomas Ziegler. Moewig, München 1980, ISBN 3-8118-6708-3, S. 59–87. (= Playboy-Taschenbuch; 6708: Science Fiction).
- Die Lady, die mit der Seele segelte. In: Cordwainer Smith: Was aus den Menschen wurde. Mit einem Vorwort von John J. Pierce. Deutsch von Thomas Ziegler. Heyne, München 2011, ISBN 978-3-453-52806-2.